# جزيرة الطيور (المملكة المتحدة)
جزيرة الطيور هي جزيرة تقع في المحيط الأطلسي جنوب شرق قارة أمريكا الجنوبية وبالتحديد عند النهاية الشرقية لجورجيا الجنوبية وجزر ساندويتش الجنوبية. يبلغ طولها 4,8 كلم وعرضها 0,8 كلم. هي أحد
أقاليم ما وراء البحار البريطانية، فيما تعتبرها الأرجنتين مقاطَعةً من أرخبيل أرض النار. اكتشفها المستكشف الإنجليزي جيمس كوك في عام 1775م، وقد أطلق عليها هذا الاسم نظرًا للأعداد الهائلة من الطيور التي تسكنها.

## المناخ
يظهر الجدول التالي التغييرات المناخية على مدار السنة لجزيرة الطيور:
| البيانات المناخية لـجزيرة الطيور       | البيانات المناخية لـجزيرة الطيور | البيانات المناخية لـجزيرة الطيور | البيانات المناخية لـجزيرة الطيور | البيانات المناخية لـجزيرة الطيور | البيانات المناخية لـجزيرة الطيور | البيانات المناخية لـجزيرة الطيور | البيانات المناخية لـجزيرة الطيور | البيانات المناخية لـجزيرة الطيور | البيانات المناخية لـجزيرة الطيور | البيانات المناخية لـجزيرة الطيور | البيانات المناخية لـجزيرة الطيور | البيانات المناخية لـجزيرة الطيور | البيانات المناخية لـجزيرة الطيور |
| الشهر                                  | يناير                            | فبراير                           | مارس                             | أبريل                            | مايو                             | يونيو                            | يوليو                            | أغسطس                            | سبتمبر                           | أكتوبر                           | نوفمبر                           | ديسمبر                           | المعدل السنوي                    |
| -------------------------------------- | -------------------------------- | -------------------------------- | -------------------------------- | -------------------------------- | -------------------------------- | -------------------------------- | -------------------------------- | -------------------------------- | -------------------------------- | -------------------------------- | -------------------------------- | -------------------------------- | -------------------------------- |
| الدرجة القصوى °م (°ف)                  | 11.2 (52.2)                      | 10.7 (51.3)                      | 10.5 (50.9)                      | 10.2 (50.4)                      | 6.9 (44.4)                       | 6.0 (42.8)                       | 5.9 (42.6)                       | 4.8 (40.6)                       | 7.5 (45.5)                       | 10.4 (50.7)                      | 9.1 (48.4)                       | 9.4 (48.9)                       | 11.2 (52.2)                      |
| متوسط درجة الحرارة الكبرى °م (°ف)      | 5.5 (41.9)                       | 5.6 (42.1)                       | 4.4 (39.9)                       | 1.9 (35.4)                       | −0.5 (31.1)                      | −1.8 (28.8)                      | −2.4 (27.7)                      | −1.9 (28.6)                      | −0.2 (31.6)                      | 1.6 (34.9)                       | 3.4 (38.1)                       | 4.5 (40.1)                       | 1.7 (35.0)                       |
| المتوسط اليومي °م (°ف)                 | 3.1 (37.6)                       | 3.5 (38.3)                       | 2.5 (36.5)                       | 0.4 (32.7)                       | −2.1 (28.2)                      | −3.2 (26.2)                      | −3.9 (25.0)                      | −3.3 (26.1)                      | −1.8 (28.8)                      | −0.2 (31.6)                      | 1.0 (33.8)                       | 2.0 (35.6)                       | −0.2 (31.7)                      |
| متوسط درجة الحرارة الصغرى °م (°ف)      | 0.7 (33.3)                       | 1.4 (34.5)                       | 0.6 (33.1)                       | −1 (30)                          | −3.8 (25.2)                      | −4.6 (23.7)                      | −5.4 (22.3)                      | −4.8 (23.4)                      | −3.4 (25.9)                      | −1.9 (28.6)                      | −1.5 (29.3)                      | −0.6 (30.9)                      | −2.0 (28.4)                      |
| أدنى درجة حرارة °م (°ف)                | −2 (28)                          | −1.7 (28.9)                      | −3.2 (26.2)                      | −4.6 (23.7)                      | −7.3 (18.9)                      | −8.5 (16.7)                      | −11.4 (11.5)                     | −10.6 (12.9)                     | −8.5 (16.7)                      | −6.6 (20.1)                      | −4.3 (24.3)                      | −2.8 (27.0)                      | −11.4 (11.5)                     |
| الهطول مم (إنش)                        | 84 (3.3)                         | 80 (3.1)                         | 95 (3.7)                         | 123 (4.8)                        | 108 (4.3)                        | 108 (4.3)                        | 120 (4.7)                        | 114 (4.5)                        | 107 (4.2)                        | 98 (3.9)                         | 88 (3.5)                         | 77 (3.0)                         | 1٬204 (47.4)                     |
| المصدر #1: Climatic Research Unit, UEA |                                  |                                  |                                  |                                  |                                  |                                  |                                  |                                  |                                  |                                  |                                  |                                  |                                  |
| المصدر #2: Météo Climat                |                                  |                                  |                                  |                                  |                                  |                                  |                                  |                                  |                                  |                                  |                                  |                                  |                                  |